# Cherentes
Cherentes is een kevergeslacht uit de familie van de boktorren (Cerambycidae). De wetenschappelijke naam van het geslacht werd voor het eerst geldig gepubliceerd in 1906 door Gounelle.

## Soorten
Cherentes is monotypisch en omvat slechts de volgende soort:
- Cherentes niveilateris (Thomson, 1868)